# Врмџа
Врмџа је насеље у Србији у општини Сокобања у Зајечарском округу. Према попису из 2022. било је 397 становника. У близини села се налазе остаци средњовековног утврђења.

## Историја
Први пут се насеље Врмџа помиње у писаним документима у 3. веку. У средишту села доминира Латин - град, римско утврђење за одбрану царског друма који је водио за Блиски и Средњи исток.
У 6. веку град је дограђиван како би се Византија бранила од најезде словенских племена.
Град се, касније, помиње у 14. веку као утврђено станиште богатих властелина, који су, у то време, трговали са трговцима из Дубровника.
По доласку Словенских племена и Бугара Византија губи ове територије и за извесно време Бугари преузимају овај крај заједно са Врмџом. Од када носи име Врмџа то није познато ни како је то име добила.
Са освајањима Српских краљева овај крај је постао Српски крај XI и почетком XII. века. Од тада је сачињавао граничну тврђаву односно Крајину пошто је већ Књажевац (Гургусовац) био Бугарски, а касније и Турски.
Врмџа се помиње и у турским књигама пореских обвезника.
Остала су два зида старог утврђења и многе тајне. Сељаци сведоче да су налазили широке римске цигле са бројевима, делове копаља, стрелице, ковани бакарни новац, људске kости. Са Латинског града данас пуца видик на обрађене њиве, на воћњак воћњаке, на реку са вијугавим редом врба и топола, на суседна села, на врмџанске куће са црвеним крововима и на моћну планину Ртањ.

## Манифестације
- Врмџа фест – Интернационални фестивал туристичко-еколошког документарног филма.

## Демографија
У насељу Врмџа живи 518 пунолетних становника, а просечна старост становништва износи 49,5 година (46,5 код мушкараца и 52,1 код жена). У насељу има 179 домаћинстава, а просечан број чланова по домаћинству је 3,39.
Ово насеље је великим делом насељено Србима (према попису из 2002. године).
|  |

| Демографија | Демографија | Демографија |
| Година      | Становника  | Становника  |
| ----------- | ----------- | ----------- |
| 1948.       | 1.593       |             |
| 1953.       | 1.568       |             |
| 1961.       | 1.479       |             |
| 1971.       | 1.302       |             |
| 1981.       | 1.124       |             |
| 1991.       | 901         | 823         |
| 2002.       | 606         | 685         |
| 2011.       | 497         |             |
| 2022.       | 387         |             |

| Етнички састав према попису из 2002.‍ | Етнички састав према попису из 2002.‍ | Етнички састав према попису из 2002.‍ | Етнички састав према попису из 2002.‍ | Етнички састав према попису из 2002.‍ |
| ------------------------------------ | ------------------------------------ | ------------------------------------ | ------------------------------------ | ------------------------------------ |
|                                      |                                      |                                      |                                      |                                      |
| Срби                                 | Срби                                 |                                      | 603                                  | 99,50%                               |
| Црногорци                            | Црногорци                            |                                      | 1                                    | 0,16%                                |
| Муслимани                            | Муслимани                            |                                      | 1                                    | 0,16%                                |
| непознато                            | непознато                            |                                      | 1                                    | 0,16%                                |

| Година пописа     | 1948. | 1953. | 1961. | 1971. | 1981. | 1991. | 2002. |
| ----------------- | ----- | ----- | ----- | ----- | ----- | ----- | ----- |
| Број домаћинстава | 314   | 316   | 296   | 271   | 249   | 221   | 179   |

| Број чланова      | 1  | 2  | 3  | 4  | 5  | 6  | 7  | 8 | 9 | 10 и више | Просек |
| ----------------- | -- | -- | -- | -- | -- | -- | -- | - | - | --------- | ------ |
| Број домаћинстава | 33 | 45 | 30 | 24 | 13 | 14 | 14 | 4 | 2 | 0         | 3,39   |

| Пол    | Укупно | Неожењен/Неудата | Ожењен/Удата | Удовац/Удовица | Разведен/Разведена | Непознато |
| ------ | ------ | ---------------- | ------------ | -------------- | ------------------ | --------- |
| Мушки  | 243    | 35               | 172          | 21             | 13                 | 2         |
| Женски | 287    | 19               | 177          | 74             | 14                 | 3         |
| УКУПНО | 530    | 54               | 349          | 95             | 27                 | 5         |

| Пол    | Укупно                    | Пољопривреда, лов и шумарство | Рибарство                            | Вађење руде и камена | Прерађивачка индустрија       |
| ------ | ------------------------- | ----------------------------- | ------------------------------------ | -------------------- | ----------------------------- |
| Мушки  | 163                       | 135                           | 0                                    | 2                    | 4                             |
| Женски | 99                        | 78                            | 0                                    | 0                    | 3                             |
| УКУПНО | 262                       | 213                           | 0                                    | 2                    | 7                             |
| Пол    | Производња и снабдевање   | Грађевинарство                | Трговина                             | Хотели и ресторани   | Саобраћај, складиштење и везе |
| Мушки  | 0                         | 4                             | 6                                    | 2                    | 4                             |
| Женски | 0                         | 1                             | 5                                    | 1                    | 1                             |
| УКУПНО | 0                         | 5                             | 11                                   | 3                    | 5                             |
| Пол    | Финансијско посредовање   | Некретнине                    | Државна управа и одбрана             | Образовање           | Здравствени и социјални рад   |
| Мушки  | 0                         | 0                             | 0                                    | 2                    | 2                             |
| Женски | 0                         | 0                             | 0                                    | 2                    | 6                             |
| УКУПНО | 0                         | 0                             | 0                                    | 4                    | 8                             |
| Пол    | Остале услужне активности | Приватна домаћинства          | Екстериторијалне организације и тела | Непознато            | Непознато                     |
| Мушки  | 0                         | 0                             | 0                                    | 2                    | 2                             |
| Женски | 0                         | 0                             | 0                                    | 2                    | 2                             |
| УКУПНО | 0                         | 0                             | 0                                    | 4                    | 4                             |